# Genocidio congoleño (1885-1908)
El genocidio congoleño se refiere a una serie de bien documentadas atrocidades, cometidas en el período comprendido entre 1885 y 1908, en el Estado Libre del Congo (hoy República Democrática del Congo) que, en ese momento, era una colonia bajo el dominio personal del rey Leopoldo II de Bélgica. Estas atrocidades a veces eran referidas colectivamente por los contemporáneos europeos como los «horrores del Congo», y estaban particularmente asociadas con las políticas laborales utilizadas para recolectar caucho natural para la exportación. Junto con las enfermedades epidémicas, el hambre y una tasa de natalidad en descenso causada por estas interrupciones, las atrocidades contribuyeron a una fuerte disminución de la población congoleña. La magnitud de la caída de la población durante el período se disputa, pero se cree que se encuentra entre 10 y 15 millones de personas.
En la Conferencia de Berlín (1884-1885), las potencias europeas asignaron la región de la Cuenca del Congo a una organización de caridad privada dirigida por Leopoldo II, que durante mucho tiempo había tenido ambiciones de expansión colonial. El territorio bajo el control de Leopoldo superó los 2 600 000 km² y, en medio de problemas financieros, fue gobernado por un pequeño grupo de administradores blancos procedentes de toda Europa. Inicialmente, la colonia resultó no rentable e insuficiente, con el estado siempre cerca de la bancarrota. El auge de la demanda de caucho natural, abundante en el territorio, creó un cambio radical en la década de 1890: para facilitar la extracción y exportación de caucho, se nacionalizó toda la tierra «deshabitada» del Congo, y la mayoría se distribuyó a empresas privadas a modo de concesiones. Algunos de los terrenos fueron reservados para el estado. Entre 1891 y 1906, se permitió a las compañías hacer lo que quisieran con casi ninguna interferencia judicial, y el resultado fue que el trabajo forzado y la coacción violenta se usaron para recolectar el caucho a bajo precio y maximizar los beneficios. También se creó un ejército paramilitar nativo, la Force Publique, para hacer cumplir las políticas laborales. Los trabajadores individuales que se negaron a participar en la recolección de caucho podrían ser asesinados y pueblos enteros arrasados. Los administradores blancos individuales también eran libres de complacer su propio sadismo.
A pesar de estas atrocidades, la principal causa de la disminución de la población fue la enfermedad. Varias pandemias, especialmente la enfermedad del sueño, la viruela, la gripe porcina y la disentería amebiana, devastaron las poblaciones indígenas. Solo en 1901 se estimó que 500 000 congoleños habían muerto de la enfermedad del sueño. La enfermedad, el hambre y la violencia se combinaron para reducir la tasa de natalidad, mientras que las muertes seguían en aumento.
La amputación de las manos de los trabajadores a modo de castigo alcanzó particular notoriedad internacional. Esta era una práctica común entre los soldados de la Force Publique, a los que se le demandaba justificar cada bala gastada trayendo las manos de sus víctimas. Estos detalles fueron registrados por misioneros cristianos que trabajan en el Congo y que causaron indignación pública cuando se dieron a conocer al público en el Reino Unido, Bélgica, los Estados Unidos y en otros lugares. Una campaña internacional contra el Estado Libre del Congo comenzó en 1890 y alcanzó su apogeo después de 1900 bajo el liderazgo del activista británico Edmund Dene Morel. En 1908, como resultado de la presión internacional, el gobierno belga anexó el Estado libre del Congo para formar el Congo Belga y puso fin a muchos de los sistemas responsables de los abusos. El tamaño de la disminución de la población durante el período es objeto de un amplio debate historiográfico, y existe un debate abierto sobre si las atrocidades constituyen genocidio desde el punto de vista legal.

## Trasfondo

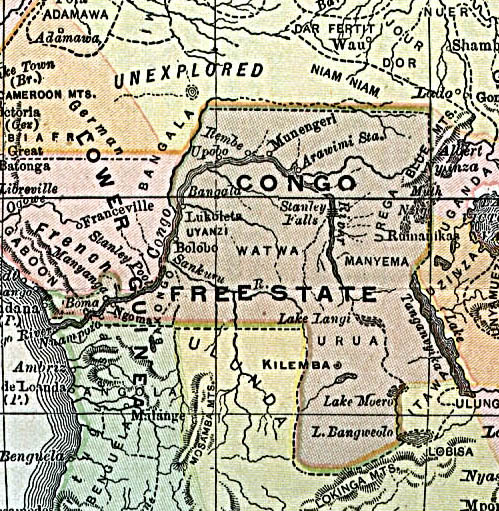
Mapa del Estado Libre del Congo en 1892

Incluso antes de ascender al trono de Bélgica en 1865, el futuro rey Leopoldo II comenzó a presionar a los principales políticos belgas para crear un imperio colonial en el Lejano Oriente o África, a fin de expandir y mejorar el prestigio belga. Políticamente, sin embargo, la colonización no era popular en Bélgica ya que se percibía como una apuesta arriesgada y costosa sin beneficios obvios para el país y sus muchos intentos de persuadir a los políticos tuvieron poco éxito.
Determinado a buscar una colonia para sí mismo e inspirado por informes recientes de África central, Leopoldo comenzó a patrocinar a varios de los principales exploradores, particularmente al galés Henry Morton Stanley. Leopoldo estableció la Asociación Internacional Africana (Association internationale africaine), una organización «benéfica» para supervisar la exploración y el estudio de un territorio en torno al río Congo, bajo el pretexto de llevar asistencia humanitaria y civilización a los nativos. En la Conferencia de Berlín de 1884, los líderes europeos reconocieron oficialmente el control de Leopoldo sobre los 2 350 000 km² del Estado libre del Congo, como un estado nominalmente independiente, después de que los enviados del monarca aseguraran que sería zona de libre comercio y que serviría de estado colchón entre las esferas de influencia británicas y francesas. En el Estado Libre, Leopoldo ejerció un control personal total sin mucha delegación a los subordinados. Los jefes africanos desempeñaron un papel importante en la administración al implementar órdenes gubernamentales dentro de sus comunidades. Sin embargo, durante gran parte de su existencia, la presencia estatal en el territorio que reclamaban fue irregular, con sus pocos funcionarios concentrados en varias «estaciones» pequeñas y ampliamente dispersas que controlaban solo pequeñas cantidades de tierra transpaís. En 1900, solo había 3000 blancos en el Congo, de los cuales solo la mitad eran belgas. La colonia estaba permanentemente corta de personal administrativo y funcionarios, que oscilaron entre 700 y 1500 durante su existencia.
En los primeros años de la colonia, gran parte de la atención de la administración se centró en consolidar su control combatiendo a los pueblos africanos en la periferia de la colonia que resistieron el dominio colonial. Estas incluían las tribus alrededor del río Kwango, en el suroeste, y el río Uele en el noreste.

### Situación económica y administrativa
El propósito del Estado Libre era ante todo el ser rentable para sus inversores, especialmente el propio Leopoldo. Sus finanzas eran frecuentemente precarias. La temprana dependencia de las exportaciones de marfil no generó tanto dinero como se esperaba y la administración colonial estuvo frecuentemente endeudada, casi cayendo en mora en varias ocasiones. Sin embargo, el auge de la demanda de caucho natural en la década de 1890 puso fin a estos problemas, ya que el estado colonial pudo obligar a los hombres congoleños a trabajar como mano de obra esclava recolectando caucho silvestre que luego podría exportarse a Europa y América del Norte. El auge del caucho transformó lo que había sido un sistema colonial poco excepcional antes de 1890 y condujo a ganancias significativas. Las exportaciones aumentaron de 580 a 3740 toneladas entre 1895 y 1900.
Para facilitar la extracción económica de la colonia, la tierra se dividió bajo el llamado «régimen de dominio» (régime domanial) en 1891. Se decretó que todas las tierras vacantes, incluidos los bosques y las áreas no cultivadas, estaban «deshabitadas» y, por lo tanto, eran propiedad del Estado, dejando muchos de los recursos del Congo (especialmente el caucho y el marfil) bajo propiedad colonial directa. Estas tierras ciertamente no eran vacantes, pues las formas tradicionales de propiedad en el Congo trataban la mayoría de las tierras como propiedad comunal, y el territorio sin cultivar era usado normalmente para la caza o la tala por un poblado o un clan. El decreto de la corona belga destruyó por completo estas formas tradicionales de organización. Las concesiones se asignaron a empresas privadas. En el norte, la Société Anversoise recibió 160 000 km², mientras que la Anglo-Belgian India Rubber Company (ABIR) recibió un territorio comparable en el sur. La Compagnie du Katanga y la Compagnie des Grands Lacs recibieron concesiones menores en el sur y el este, respectivamente. Leopoldo mantuvo una gran proporción de territorio bajo dominio personal, conocido como el Dominio de la Corona (Domaine de la Couronne), de 250 000 km², que se agregó al territorio que ya controlaba bajo su Dominio privado (Domaine privé). «La principal explotación económica del interior congoleño, por lo tanto, estaba en manos del rey y unos pocos concesionarios privilegiados». El sistema fue extremadamente rentable y ABIR realizó una facturación de más del 100 por ciento sobre su participación inicial en una solo año. El Rey obtuvo ganancias de 70 millones de francos belgas del sistema entre 1896 y 1905. El sistema de concesiones del Estado Libre pronto fue copiado por otros regímenes coloniales, especialmente los del vecino Congo Francés.

## Atrocidades

### Sistema del Caucho Rojo y trabajo esclavo

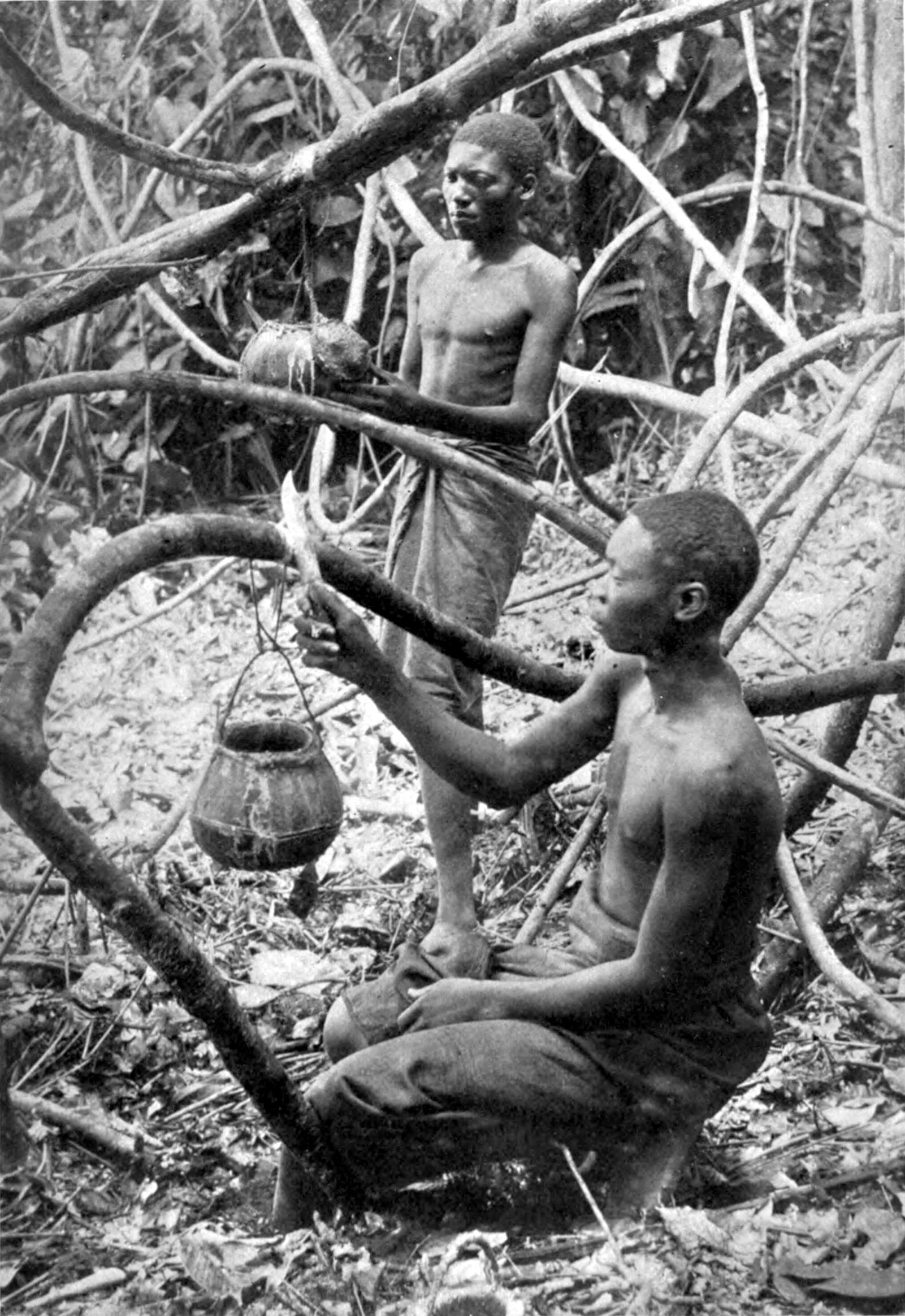
Congoleño esclavizado extrayendo caucho de una enredadera cerca al pueblo de Lusambo en Sankuru.

Siendo la mayoría de los ingresos del Estado Libre derivados de la exportación de caucho, se creó una política laboral (conocida por los críticos como el «sistema del Caucho Rojo») para maximizar su extracción. La administración forzaba a los africanos a dar su trabajo a modo de impuestos. Esto creó una «sociedad de esclavos» a medida que las empresas se volvieron cada vez más dependientes de la movilización forzosa de mano de obra congoleña para la recolección del caucho. El estado reclutó a la fuerza a una serie de funcionarios negros, conocidos como capitas, para organizar la mano de obra local. Sin embargo, el deseo de maximizar la recolección de caucho, y por lo tanto las ganancias del estado, significaba que las demandas impuestas centralmente a menudo se establecían arbitrariamente sin considerar los números o el bienestar de los peones. En los territorios concesionarios, las empresas privadas que habían comprado una concesión de la administración del Estado Libre podían utilizar prácticamente cualquier medida que desearan para aumentar la producción y los beneficios sin la interferencia del Estado. La falta de una burocracia desarrollada para supervisar cualquier método comercial produjo una atmósfera de «informalidad» en todo el estado con respecto a la operación de las empresas, lo que a su vez facilitó los abusos. El tratamiento de los trabajadores (especialmente la duración del servicio) no estaba regulado por la ley y, en cambio, se dejó a la discreción de los funcionarios sobre el terreno. ABIR y Anversoise se destacaron especialmente por la dureza con que los funcionarios trataban a los trabajadores congoleños. El historiador Jean Stengers describió las regiones controladas por estas dos compañías como «verdaderos infiernos en la tierra».

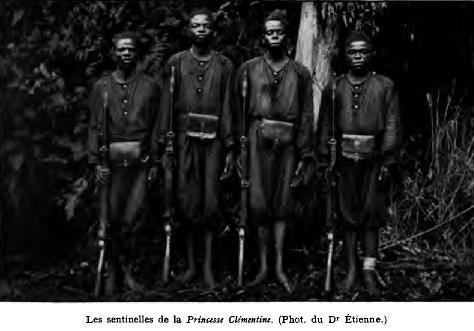
Soldados de la Force Publique fotografiados en 1900

Los nativos que se negaron a someterse al trabajo esclavo fueron coaccionados con «constreñimiento y represión». Los disidentes era golpeados o azotados con un chicote, se tomaban a mujeres y ancianos como rehenes para garantizar la pronta recogida y se enviaron expediciones punitivas para destruir y saquear las aldeas que se negaban a cooperar. La política condujo al colapso de la vida económica y cultural congoleña, así como a la agricultura en algunas áreas.
Gran parte de la aplicación de la producción de caucho fue responsabilidad de la Force Publique, el ejército colonial. La Fuerza se había establecido originalmente en 1885, con oficiales blancos y suboficiales y soldados negros, y se reclutaba desde lugares tan lejanos como Zanzíbar, Nigeria y Liberia. En el Congo, se reclutaba grupos étnicos y sociales específicos. Estos incluyeron al pueblo bangala, lo cual contribuyó a la difusión del idioma lingala en todo el país. Estos reclutas eran con frecuencia descritos eufemísticamente como «voluntarios», pero el reclutamiento era en realidad forzoso. Las tropas eran traídas a los puestos militares encadenadas y en algunos casos hasta las tres cuartas partes de todos los reclutas morían antes de poder prestar el servicio debido a las condiciones infrahumanas a las que eran sometidos. Para 1900, el ejército esclavo de la Force Publique contaba con 19,000 hombres.
El sistema del caucho rojo surgió con la creación del régimen de concesión en 1891 y duró hasta 1906, cuando el sistema de concesión fue restringido. En su apogeo, estaba muy localizado en las regiones de Équateur, Bandundu y Kasai.

### Mutilación y brutalidad

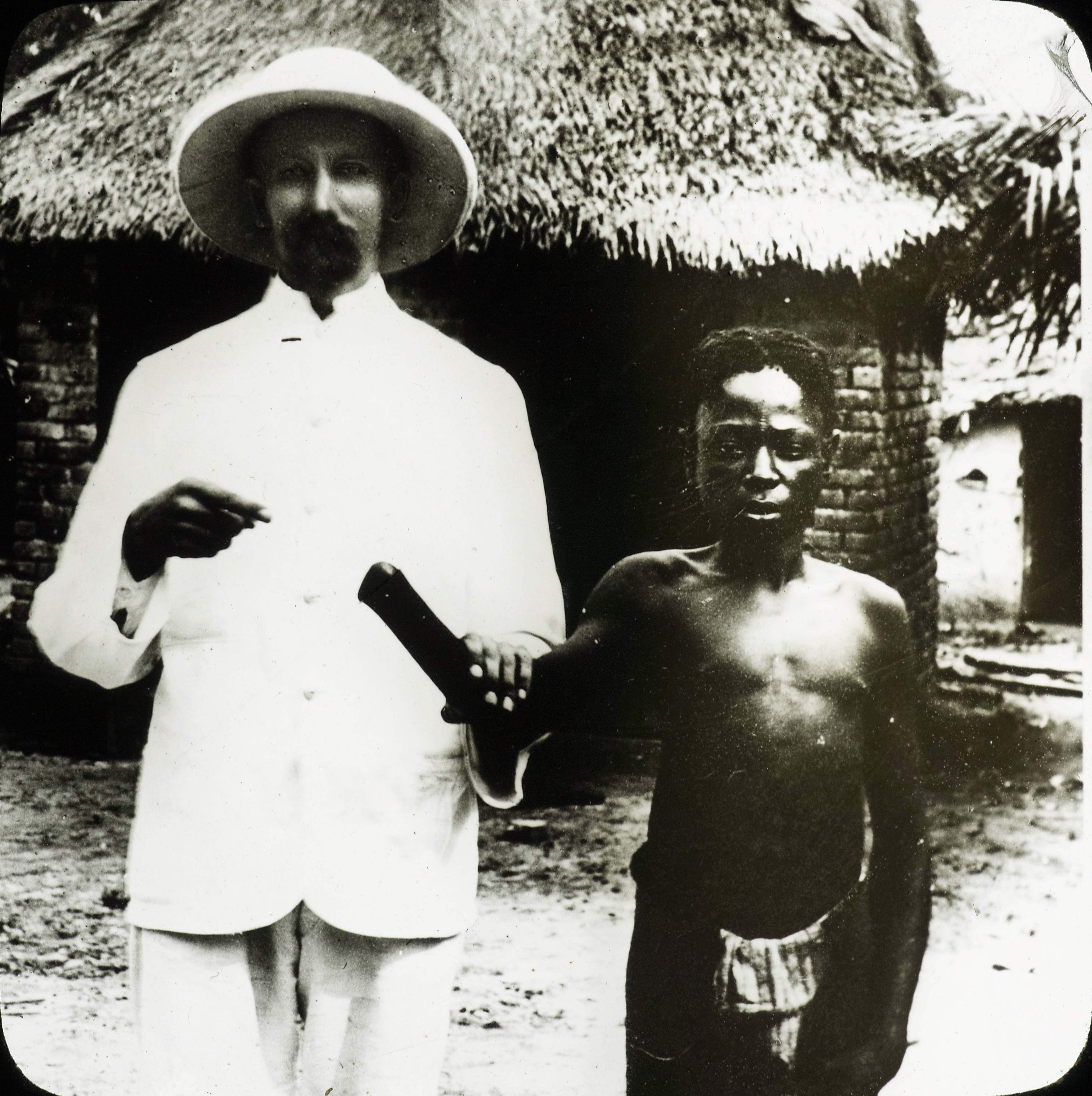
Un misionero señala la mano cortada de un aldeano congoleño. Las manos cortadas eran «el símbolo más poderoso de la brutalidad colonial» en el Congo.

El incumplimiento de las cuotas de recolección de caucho era punible con la muerte. Mientras tanto, la Force Publique estaba obligada a proporcionar la mano de sus víctimas como prueba cuando habían disparado y matado a alguien, ya que se creía que de otro modo utilizarían las municiones (importadas de Europa a un costo considerable) para cazar. Como consecuencia, las cuotas de caucho fueron pagadas en parte en manos cortadas. A veces las manos fueron recolectadas por los soldados de la Force Publique y a veces por los pueblos mismos. Incluso hubo pequeñas guerras en las que los poblados atacaron a las aldeas vecinas para recolectar sus manos, ya que sus cuotas de caucho eran imposibles de cubrir al ser absurdamente altas. Un sacerdote católico recogió el testimonio de un hombre de nombre Tswambe, quien da cuenta del odiado oficial estatal Léon Fiévez, que era dirigente de un distrito 500 kilómetros al norte del lago Malebo:
Todos los negros veían a aquel hombre como el Diablo del Ecuador [...]. Había que cortar las manos de todos los cuerpos en combate. Quería ver el número de manos cortadas por cada uno de los soldados, que debían llevárselas en cestas [...]. El poblado que se negaba a proporcionar caucho solía ser arrasado por entero. Siendo joven vi a Molili, un soldado [de Fiévez] que vigilaba el pueblo de Boyeka, traer una gran red, meter en ella a diez nativos detenidos, atar unas grandes piedras a la red y ordenar que la arrojaran al río [...]. La causa de aquellos tormentos era el caucho; esa es la razón de que no queramos ni oír su nombre. Los soldados obligaban a los jóvenes a violar a sus propias madres y hermanas.
Un oficial subalterno describió una redada para castigar a un pueblo que había protestado. El oficial al mando «nos ordenó cortarles la cabeza a los hombres y colgarlos en las empalizadas del pueblo [...] y colgar a las mujeres y los niños en la empalizada en forma de cruz». Después de ver a un congoleño siendo asesinado por primera vez, un misionero danés escribió: «El soldado dijo "No te lo tomes a pecho. Nos matarán a nosotros si no traemos el caucho. El Comisionado nos ha prometido que si traemos muchas manos él acortará nuestro servicio"». En palabras de Forbath:
Las cestas de manos cercenadas, colocadas a los pies de los comandantes de correos europeos, se convirtieron en el símbolo del Estado Libre del Congo. ... La recolección de manos se convirtió en un fin en sí mismo. Los soldados de la Force Publique los llevaron a las estaciones en lugar de goma; incluso salieron a cosecharlos en lugar de caucho ... Se convirtieron en una especie de moneda. Se utilizaron para compensar las deficiencias en las cuotas de caucho, para reemplazar ... a las personas que fueron demandadas por las pandillas de trabajo forzoso; y a los soldados de la Force Publique se les pagaron sus bonos sobre la base de cuántas manos recogieron.
En teoría, cada mano derecha era prueba de un congolés muerto. En la práctica, a fin de ahorrar balas, los soldados simplemente cortaban manos de víctimas para luego dejarlas a su suerte. Más adelante muchos sobrevivientes dieron testimonio de haber sobrevivido a una masacre haciéndose los muertos, permaneciendo inmóviles incluso cuando se les cortaron las manos; después de eso esperaban a que los soldados se fueran antes de pedir ayuda. En algunos casos, un soldado podía acortar su período de servicio al traer más manos que los otros soldados, lo que provocó mutilaciones y desmembramientos generalizados. Otra práctica utilizada para obligar a los trabajadores a recoger caucho era el secuestro de mujeres y familiares, quienes eran mantenidos como rehenes hasta que la demanda de caucho se satisficiera.
Aparte de la recolección de caucho, la violencia en el Estado Libre ocurrió principalmente en conexión con guerras y rebeliones. Los estados nativos, especialmente el Reino de Yeke del rey Msiri, la Federación Zande y el territorio suajili en el este del Congo bajo el control de Tippu Tip, se negaron a reconocer la autoridad colonial y fueron derrotados por la Force Publique con gran brutalidad durante la Guerra árabe del Congo. En 1895, un motín militar estalló entre los Batetela en Kasai, lo que llevó a una insurgencia de 4 años. El conflicto fue particularmente brutal y causó un gran número de bajas.

## Caída de la población

### Causas de muerte
Los historiadores generalmente están de acuerdo en que una reducción drástica en el tamaño total de la población congoleña se produjo durante las dos décadas de gobierno del Estado Libre en el Congo. Las poblaciones siempre fluctúan con el tiempo y los cambios notables, conocidos como crisis demográficas, están bien atestiguados en las sociedades preindustriales. Se argumenta que la reducción en el Congo fue atípica y puede atribuirse a los efectos directos e indirectos del régimen colonial y especialmente a las enfermedades y la caída de la tasa de natalidad.
El historiador Adam Hochschild argumentó que la caída dramática en la población del Estado Libre fue el resultado de una combinación de «asesinato», «inanición, agotamiento y exposición a la intemperie», «enfermedad» y «una tasa de natalidad que cayó en picada». Roger Casement está de acuerdo con esta opinión. La enfermedad del sueño también fue una de las principales causas de mortalidad en ese momento. Los opositores del régimen de Leopoldo declararon, sin embargo, que la administración misma debía ser considerada responsable de la propagación de la epidemia. Aunque es imposible estar seguro de que no haya registros, la violencia y el asesinato representan solo una parte del total. En un estudio local de los pueblos Kuba y Kete, el historiador Jan Vansina estimó que la violencia representaba la muerte de menos del cinco por ciento de la población.

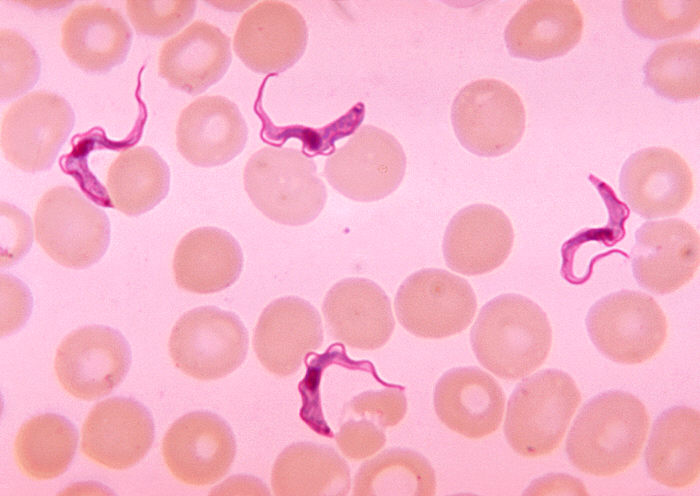
Se estima que la tripanosomiasis africana mató a más de 500 000 congoleños sólo en 1901.

Las enfermedades importadas por los comerciantes árabes, los colonos europeos y los porteadores africanos devastaron a la población congoleña y «superaron con creces» el número de personas muertas por la violencia. La viruela, la enfermedad del sueño, la disentería amebiana, las enfermedades venéreas (especialmente la sífilis y la gonorrea) y la gripe porcina fueron particularmente graves. La enfermedad del sueño, en particular, era «epidémica en grandes áreas» del Congo y tenía una alta tasa de mortalidad. Solo en 1901, se estima que unos 500 000 congoleses murieron a causa de la enfermedad del sueño. Vansina estimó que el cinco por ciento de la población congoleña falleció a causa de la gripe porcina. En áreas donde la disentería se volvió endémica, entre el 30 y el 60 por ciento de la población podría morir. Vansina también señaló los efectos de la desnutrición y la escasez de alimentos para reducir la inmunidad a las nuevas enfermedades. La interrupción de las poblaciones rurales africanas puede haber ayudado a extender aún más las enfermedades. Sin embargo, el historiador Roger Anstey escribió que «un fuerte capítulo de la tradición oral local sostiene que la política del caucho fue una causa mayor de muerte y despoblación que el flagelo de la enfermedad del sueño o los estragos periódicos de la viruela».
También se cree ampliamente que las tasas de natalidad también disminuyeron durante el período, lo que significa que la tasa de crecimiento de la población cayó en relación con la tasa de mortalidad natural. Vansina, sin embargo, señala que las sociedades precoloniales tenían altas tasas de natalidad y mortalidad, lo que provocó una gran fluctuación natural de la población a lo largo del tiempo. Entre los Kuba, el período de 1880 a 1900 fue en realidad uno de expansión de la población.

### Número de víctimas

Foto de «Hombres congoleños con las manos cortadas», tomada por Alice Seeley Harris en Baringa, Tshuapa, en mayo de 1904.

Todos los que han comparado el país al comienzo del control de Leopoldo con el comienzo del gobierno estatal belga en 1908 concuerdan en que hubo una masiva reducción en la población, pero las estimaciones del número de muertos varían considerablemente. Las estimaciones de algunos observadores contemporáneos sugieren que la población disminuyó a la mitad durante este período. Según Edmund Dene Morel, el Estado Libre del Congo contaba con «20 millones de almas». Es por esto que Mark Twain citó el número como diez millones de muertes. Ascherson cita una estimación de Casement de una caída de la población de tres millones, aunque señala que es «casi seguro una subestimación». Diversos historiadores ponen en duda esta cifra debido a la ausencia de censos fiables, a la enorme mortalidad de las enfermedades como la viruela o la enfermedad del sueño y al hecho de que en 1900 solo había 3000 blancos en el Congo, de los cuales solo la mitad eran belgas.
A falta de un censo que proporcione siquiera una idea inicial del tamaño de la población de la región al inicio del Estado Libre del Congo (el primero fue realizado en 1924), es imposible cuantificar con alta precisión los cambios en la población en el período. A pesar de esto, Forbath reclamó en 1991 que la pérdida fue de al menos cinco millones. Adam Hochschild y Jan Vansina usan el número de 10 millones. Hochschild cita varias líneas de investigación independientes, del antropólogo Jan Vansina y otros, que examinan las fuentes locales (registros policiales, registros religiosos, tradiciones orales, genealogías, diarios personales), que generalmente coinciden con la evaluación de la comisión del gobierno belga de 1919: aproximadamente la mitad de la población falleció durante el período de Estado Libre. Desde que el primer censo oficial de las autoridades belgas en 1924 situó a la población en alrededor de 10 millones, estos diversos enfoques sugieren una estimación aproximada de un total de 10 millones de muertos. Jan Vansina volvió a la cuestión de cuantificar el declive total de la población y revisó su posición anterior, concluyó que la población kuba (una de las muchas poblaciones congoleñas) había aumentando durante las dos primeras décadas del gobierno de Leopoldo II, y declinó con un 25 por ciento de 1900 a 1919, principalmente debido a la enfermedad. Según el historiador congoleño Isidoro Ndaywel è Nziem murieron 13 millones. Para poner estos cambios de población en contexto, las referencias de fuentes afirman que en 1900, África en su conjunto tenía entre 90 millones y 133 millones de habitantes. Sin embargo, no existen registros verificables. Louis y Stengers afirman que las cifras de población al comienzo del control de Leopoldo son solo «conjeturas atrevidas», mientras llaman al intento de Morel y otros de llegar a una cifra de pérdidas de población como un «mero producto de la imaginación». Sin embargo, los autores que señalan la falta de datos demográficos confiables son cuestionados por otros que llaman a los primeros minimalistas y agnósticos, demostrando que estas preguntas siguen siendo objeto de acalorados debates.

## Investigación y concientización internacional

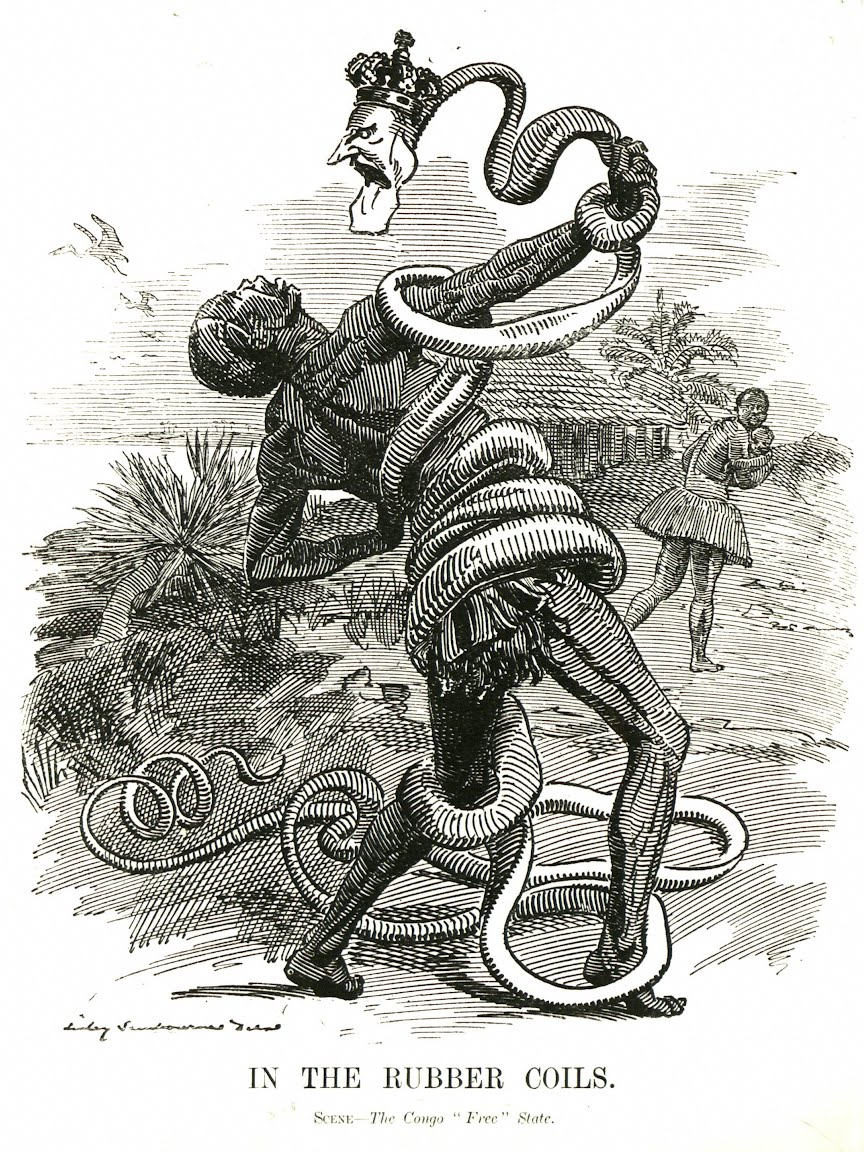
Caricatura de 1906 de la revista satírica británica Punch que muestra a un trabajador congoleño, enredado por una serpiente de caucho con la cabeza de Leopoldo II.

Finalmente, el creciente escrutinio del régimen de Leopoldo llevó a un movimiento de campaña popular, centrado en el Reino Unido y los Estados Unidos, para obligar a Leopoldo a renunciar a su propiedad del Congo. En muchos casos, las campañas basaron su información en informes de misioneros británicos y suecos que trabajan en el Congo.
La primera protesta internacional ocurrió en 1890 cuando George Washington Williams, un afroestadounidense, publicó una carta abierta a Leopoldo sobre los abusos que había presenciado. El interés público en los abusos en el Estado Libre del Congo creció abruptamente desde 1895, tras el incidente internacional conocido como L'Affair Stokes, en que un misionero irlandés fue ejecutado; tras ello los informes de mutilaciones llegaron al público europeo y estadounidense, que comenzó a discutir la «Cuestión del Congo». Para apaciguar a la opinión pública, Leopoldo instigó una Comisión para la Protección de los Nativos (Commission pour la Protection des Indigènes), integrada por misioneros extranjeros, pero hizo pocos esfuerzos serios para una reforma sustantiva.
En Gran Bretaña, la campaña fue dirigida por el activista y panfletista Edmund Dene Morel después de 1900, cuyo libro Red Rubber (1906) llegó a una audiencia masiva. Los miembros notables de la campaña incluyeron a los novelistas Mark Twain, Joseph Conrad y Arthur Conan Doyle, así como a socialistas belgas como Emile Vandervelde. Los grupos de activistas, especialmente la Asociación de Reforma del Congo, inspirados por el Informe Casement (obra de su fundador), no se opusieron al colonialismo y, en su lugar, trataron de poner fin a los excesos del Estado Libre, alentando a Bélgica a anexar la colonia oficialmente. Esto evitaría dañar el delicado equilibrio de poder entre Francia y Gran Bretaña en el continente. Mientras que los partidarios del régimen del Estado Libre intentaron argumentar contra las denuncias de atrocidades, una Comisión de Investigación, nombrada por el régimen en 1904, confirmó las historias de atrocidades y la presión sobre el gobierno belga aumentó.
En 1908, como resultado directo de esta campaña, Bélgica anexó formalmente el territorio, creando el Congo Belga. Las condiciones para la población indígena mejoraron dramáticamente con la supresión del trabajo forzado, aunque muchos funcionarios que habían trabajado anteriormente para el Estado Libre fueron retenidos en sus puestos mucho después de la anexión. En lugar de exigir directamente el trabajo de las empresas coloniales, la administración belga utilizó un impuesto coercitivo que presionó deliberadamente a los congoleños para que buscaran trabajo con los empleadores europeos a fin de obtener los fondos necesarios para realizar los pagos. Durante algún tiempo después del final del Estado Libre, los congoleños también debían proporcionar cierta cantidad de días de servicio por año para proyectos de infraestructura. A pesar de estas medidas, el legado de la decadencia de la población en el reinado de Leopoldo dejó al gobierno colonial con una grave escasez de mano de obra y con frecuencia tuvo que recurrir a migraciones masivas para proporcionar trabajadores a negocios emergentes.

## Más allá del Estado Libre del Congo

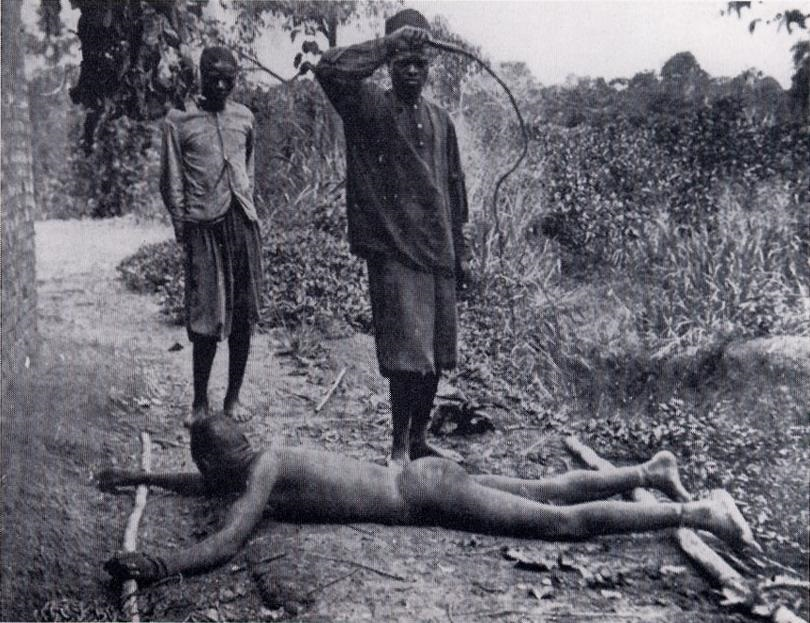
Uso del chicote para torturar a un trabajador esclavo. El uso de los azotes se encontraba extendido no sólo en el Congo sino en toda el África colonial cauchera.

### Horrores bajo el Congo Belga (1908-1960)
Tras el año 1908, la desaparición de la colonia del Estado Libre del Congo y la creación del Congo Belga conllevaron una reducción drástica en los reportes de mujeres secuestradas, masacres cometidas, abusos de trabajadores y aldeas incendiadas por los europeos. Sin embargo, de acuerdo a Hochschild, esto no se debió a un interés humanitario por parte del gobierno parlamentario belga, sino a la convergencia de dos factores económicos importantes. El primero fue el abandono del caucho silvestre en favor del cultivado, y el segundo fue la introducción de impuestos como método para extraer ganancias del trabajo forzado de la población local.
El trabajo esclavo continuó bajo la administración belga, ahora expandido a las minas de cobre, oro y estaño. Era frecuente mantener a la familia de los trabajadores como rehenes en caso de que intentasen escapar, y el uso del chicote para abusar de la población local continuó de la misma manera. Durante la Segunda Guerra Mundial el número máximo de días de trabajo esclavo exigido de cada hombre en el Congo se encontraba en ciento veinte por año.

### Horrores en otras partes del África colonial cauchera
El modelo de extracción del caucho usado por el rey Leopoldo fue ampliamente replicado en otros proyectos coloniales en África, como lo fue el Congo Francés, el Camerún Alemán y la Angola portuguesa. En cierta medida, el excepcional número de víctimas del Congo Belga, que excedió en gran medida al de cualquier otra colonia africana, se debió principalmente al hecho de que el mismo poseía una extensión cauchera mucho mayor; en los territorios franceses se encuentra bien documentado un descenso de la población en un cincuenta por ciento, proporción casi idéntica al Congo Belga.